# Maryam Zaree
Maryam Zaree, née le 22 juillet 1983 à Téhéran, est une actrice et réalisatrice allemande.

## Biographie
Maryam Zaree est née à Téhéran, en Iran. Pour des raisons politiques, sa mère fuit l'Iran avec elle en 1985. Elles s'installent alors en Allemagne, et Maryam Zaree grandit à Francfort-sur-le-Main.
Elle étudie à la Hochschule für Film und Fernsehen „Konrad Wolf“ (« Académie du film et de la télévision Konrad Wolf ») à Potsdam-Babelsberg. Elle joue dans plusieurs films pendant ses études.

## Filmographie
- 2006 : Sunny Hill
- 2006 : Vögel ohne Beine
- 2007 : Mein Vogel fliegt schneller
- 2008 : Bis an die Grenze
- 2009 : Shahada
- 2010 : Tatort- Der illegale Tod
- 2011 : Abgebrannt
- 2011 : Tatort- Fette Hunde
- 2011 : Appelez le 112 (Geisterfahrer)
- 2011 : Brüder
- 2012 : I am not Him
- 2012 : Tod einer Polizistin
- 2013 : Entre ennemis (Unter Feinden)
- 2013 : Tatort- Happy Birthday, Sarah
- 2013 : Willkommen bei Habib
- 2013 : Super ego (Über-Ich und Du)
- 2014 : Le Chant des Hommes
- 2014 : Welcome to Iceland
- 2015 : Tatort- Das Muli
- 2015 : Tatort- Ätzend
- 2015 : Marry Me - Aber bitte auf Indisch
- 2016 : Die Stadt und die Macht
- 2015 : Club Europa
- 2017 : Tatort: Land in dieser Zeit
- 2017-2019 : 4 Blocks
- 2018 : Transit
- 2019 : Born in Evin
- 2019 : Benni (Systemsprenger)
- 2020 : Ondine
- 2020 : No Hard Feelings - Le monde est à nous (Futur drei)
- 2023 : Pas un mot de Hanna Slak

## Théâtre
- 2008 : Stormy Love in a Beatbox
- 2009 : Ritchy 3
- 2009 : Wilde Herzen, Treibstoff 09 Theatertage Basel
- 2011 : The Day Before The Last Day

## Distinctions
- 2012 : 37e Festival international du film de Flandre-Gand : Mention spéciale meilleure actrice pour Shahada[1] ;
- 2012 : 6e Festival international de Cine de Monterrey (Monterrey, Mexique) : Meilleure actrice pour Shahada[2].